# Crissé
Crissé é uma comuna francesa na região administrativa do País do Loire, no departamento de Sarthe. Estende-se por uma área de 20.83 km². Em 2010 a comuna tinha 575 habitantes (densidade: 27,6 hab./km²).